# Eloise (single)
Eloise is een hitsingle van de Britse zanger Barry Ryan, geschreven door zijn broer Paul, een melodramatisch en orkestraal nummer dat vier weken op nummer één in de Nederlandse Top 40 en in totaal wereldwijd meer dan zeven miljoen keer over de toonbank gaat. In Zwitserland was het de bestverkochte single van 1969.

## Hitnoteringen

### Nederlandse Top 40
| Hitnotering: 30-11-1968 t/m 15-02-1969 | Hitnotering: 30-11-1968 t/m 15-02-1969 | Hitnotering: 30-11-1968 t/m 15-02-1969 | Hitnotering: 30-11-1968 t/m 15-02-1969 | Hitnotering: 30-11-1968 t/m 15-02-1969 | Hitnotering: 30-11-1968 t/m 15-02-1969 | Hitnotering: 30-11-1968 t/m 15-02-1969 | Hitnotering: 30-11-1968 t/m 15-02-1969 | Hitnotering: 30-11-1968 t/m 15-02-1969 | Hitnotering: 30-11-1968 t/m 15-02-1969 | Hitnotering: 30-11-1968 t/m 15-02-1969 | Hitnotering: 30-11-1968 t/m 15-02-1969 | Hitnotering: 30-11-1968 t/m 15-02-1969 | Hitnotering: 30-11-1968 t/m 15-02-1969 |
| Week                                   | 1                                      | 2                                      | 3                                      | 4                                      | 5                                      | 6                                      | 7                                      | 8                                      | 9                                      | 10                                     | 11                                     | 12                                     |                                        |
| -------------------------------------- | -------------------------------------- | -------------------------------------- | -------------------------------------- | -------------------------------------- | -------------------------------------- | -------------------------------------- | -------------------------------------- | -------------------------------------- | -------------------------------------- | -------------------------------------- | -------------------------------------- | -------------------------------------- | -------------------------------------- |
| Nummer                                 | 3                                      | 1                                      | 1                                      | 1                                      | 1                                      | 2                                      | 3                                      | 5                                      | 8                                      | 16                                     | 23                                     | 35                                     | uit                                    |

### Parool Top 20
| Hitnotering: 23-11-1968 t/m 01-02-1969 | Hitnotering: 23-11-1968 t/m 01-02-1969 | Hitnotering: 23-11-1968 t/m 01-02-1969 | Hitnotering: 23-11-1968 t/m 01-02-1969 | Hitnotering: 23-11-1968 t/m 01-02-1969 | Hitnotering: 23-11-1968 t/m 01-02-1969 | Hitnotering: 23-11-1968 t/m 01-02-1969 | Hitnotering: 23-11-1968 t/m 01-02-1969 | Hitnotering: 23-11-1968 t/m 01-02-1969 | Hitnotering: 23-11-1968 t/m 01-02-1969 | Hitnotering: 23-11-1968 t/m 01-02-1969 | Hitnotering: 23-11-1968 t/m 01-02-1969 | Hitnotering: 23-11-1968 t/m 01-02-1969 |
| Week                                   | 1                                      | 2                                      | 3                                      | 4                                      | 5                                      | 6                                      | 7                                      | 8                                      | 9                                      | 10                                     | 11                                     |                                        |
| -------------------------------------- | -------------------------------------- | -------------------------------------- | -------------------------------------- | -------------------------------------- | -------------------------------------- | -------------------------------------- | -------------------------------------- | -------------------------------------- | -------------------------------------- | -------------------------------------- | -------------------------------------- | -------------------------------------- |
| Nummer                                 | 17                                     | 3                                      | 1                                      | 1                                      | 1                                      | 1                                      | 2                                      | 5                                      | 5                                      | 8                                      | 12                                     | uit                                    |

### NPO Radio 2 Top 2000
| Nummer met noteringen in de NPO Radio 2 Top 2000 | '99 | '00 | '01 | '02 | '03 | '04 | '05 | '06 | '07 | '08 | '09 | '10 | '11 | '12 | '13 | '14 | '15 | '16 | '17 | '18  | '19  | '20  | '21  | '22  | '23  | '24  |
| ------------------------------------------------ | --- | --- | --- | --- | --- | --- | --- | --- | --- | --- | --- | --- | --- | --- | --- | --- | --- | --- | --- | ---- | ---- | ---- | ---- | ---- | ---- | ---- |
| Eloise                                           | 100 | 97  | 83  | 117 | 108 | 141 | 127 | 145 | 70  | 110 | 258 | 261 | 365 | 410 | 553 | 566 | 707 | 805 | 851 | 1134 | 1124 | 1321 | 1340 | 1415 | 1526 | 1679 |

1. ↑  Een vetgedrukt getal geeft de hoogste notering aan.

### Evergreen Top 1000
| Evergreen Top 1000 "Eloise" | Evergreen Top 1000 "Eloise" | Evergreen Top 1000 "Eloise" | Evergreen Top 1000 "Eloise" | Evergreen Top 1000 "Eloise" | Evergreen Top 1000 "Eloise" | Evergreen Top 1000 "Eloise" | Evergreen Top 1000 "Eloise" | Evergreen Top 1000 "Eloise" | Evergreen Top 1000 "Eloise" | Evergreen Top 1000 "Eloise" | Evergreen Top 1000 "Eloise" | Evergreen Top 1000 "Eloise" | Evergreen Top 1000 "Eloise" | Evergreen Top 1000 "Eloise" | Evergreen Top 1000 "Eloise" | Evergreen Top 1000 "Eloise" |
| Jaar                        | '08                         | '09                         | '10                         | '11                         | '12                         | '13                         | '14                         | '15                         | '16                         | '17                         | '18                         | '19                         | '20                         | '21                         | '22                         | '23                         |
| --------------------------- | --------------------------- | --------------------------- | --------------------------- | --------------------------- | --------------------------- | --------------------------- | --------------------------- | --------------------------- | --------------------------- | --------------------------- | --------------------------- | --------------------------- | --------------------------- | --------------------------- | --------------------------- | --------------------------- |
| Positie                     | -                           | -                           | -                           | -                           | -                           | -                           | -                           | 155                         | 94                          | 105                         | 85                          | 101                         | 103                         | 110                         | 126                         | 133                         |